# 2013 QP95
2013 QP95, também escrito como 2013 QP95, é um objeto transnetuniano (TNO) que está localizado no cinturão de Kuiper, uma região do Sistema Solar. Ele é classificado como um cubewano. O mesmo possui uma magnitude absoluta de 7,2 e tem um diâmetro com cerca de 242 km.

## Descoberta
2013 QP95 foi descoberto no dia 30 de agosto de 2013 pelo The Dark Energy Survey.

## Órbita
A órbita de 2013 QP95 tem uma excentricidade de 0,170 e possui um semieixo maior de 40,574 UA. O seu periélio leva o mesmo a uma distância de 33,693 UA em relação ao Sol e seu afélio a 47,455 UA.